# Комсомольск (Хайбуллинский район)
Комсомо́льск (баш. Комсомольск) — деревня в Хайбуллинском районе Республики Башкортостан Российской Федерации. Входит в состав Целинного сельсовета. Проживают башкиры.

## География
Стоит на реке Малая Уртазымка.
Фактически слилась с деревней Валитово; объекты соцкультбыта объединены между двумя населённым пунктами.

### Географическое положение
Расстояние до:
- районного центра (Акъяр): 48 км,
- центра сельсовета (Целинное): 19 км,
- ближайшей ж/д станции (Сибай): 73 км.

## История
Основан в 1954 году коммунистами и комсомольцами, поднимавшие степную зауральскую целину.
С 1954 г. в составе Таналыкского сельсовета Хайбуллинского района БАССР, с 1957 г. — 12 июля 1993 г. — в составе Целинного сельсовета, с 12 июля 1993 г. — в составе сельского поселения Целинный сельсовет муниципального района Хайбуллинского района Республики Башкортостан.

## Население
| 2002 | 2010 |
| ---- | ---- |
| 336  | ↘302 |

### Национальный состав
Согласно переписи 2002 года, преобладающая национальность — башкиры (98 %).

## Инфраструктура
Основа экономики — сельское хозяйство.
ООШ д. Валитово, Валитовский ФАП, МДОБУ детский сад Умырзая д. Валитово (все на улице Салавата Юлаева деревни Комсомольск).

## Транспорт
Просёлочные дороги, с выездом на региональную автодорогу 80Н-044.
Ведется строительство железнодорожной ветки «Сибай-Подольск-Новорудная».

## Религия
В деревне есть мечеть.